# José Joaquim de Freitas de Almeida
José Joaquim de Freitas de Almeida ComC • ComSE • ComNSC (Porto, Cedofeita, 14 de Janeiro de 1858 – Lisboa, 7 de Maio de 1922) foi um diplomata e administrador colonial português.

## Família
Filho de Joaquim José de Freitas de Almeida (1828 - 1912), Capitão reformado com as honras de Major do Exército, Medalha de Prata de Comportamento Exemplar, e de sua mulher Carolina Emília Leite Peixoto (1827 - ?).

## Biografia
Guarda-Mor das Alfândegas do Ambriz e de Luanda, Secretário da Junta da Fazenda Pública da Guiné em 1880, Secretário-Geral da Guiné em 1881 e de Moçambique em 1884, Cônsul-Geral de Portugal em Zanzibar em 1885, Governador-Geral Interino de Moçambique em 1889, Intendente-Geral dos Negócios Indígenas em Gaza em 1889, Secretário-Geral do Governo do Território da Companhia de Moçambique em 1892, Inspetor-Geral dos Negócios Indígenas do Território da Companhia de Moçambique em 1896, etc.
Comendador da Ordem de Nossa Senhora da Conceição de Vila Viçosa a 26 de Janeiro de 1888, Conselheiro de Sua Majestade Fidelíssima a 23 de Outubro de 1890, Medalha de Ouro com o Algarismo 1 por Serviços Relevantes no Ultramar a 2 de Setembro de 1892, Comendador da Ordem da Estrela Brilhante de Zanzibar de Zanzibar a 5 de Junho de 1894, Comendador da Ordem de Cristo a 4 de Setembro de 1894, Comendador da Ordem de Sant'Iago da Espada em 1901 e Oficial da Ordem dos Santos Maurício e Lázaro de Itália em 1910.

## Casamento e descendência
Casou em Lisboa, Carnide, a 25 de Dezembro de 1881 com Violante Elvira Lobato de Faria (bap. Goa, Goa Norte, Bardez, Mapuçá, 13 de Setembro de 1854 aos 11 meses - ?), condecorada com a Medalha de Bronze de Socorros a Náufragos, filha de Joaquim José Lobato de Faria e de sua segunda mulher Maria Luísa Carneiro de Sousa e Faro, sobrinha materna do 1.º Conde de Sousa e Faro, cuja avó paterna era Chinesa, da qual teve um filho, Armando Lobato de Faria de Almeida, que faleceu novo em África, sem mais notícias, e uma filha Maria Alice Lobato de Faria de Almeida (23 de Junho de 1887 - 1 de Agosto de 1925), casada com Francisco António Alves de Azevedo (2 de Fevereiro de 1883 - 2 de Agosto de 1926), Licenciado em Medicina pela Faculdade de Medicina da Universidade de Lisboa e Doutor em Medicina pela Universidade de Berlim, Professor Assistente da Faculdade de Medicina da Universidade de Lisboa, os quais foram pais de José de Almeida Alves de Azevedo (13 de Julho de 1900 - 1990), Comerciante, solteiro e sem geração, e de Francisco Alberto de Almeida Alves de Azevedo.